# Demografía de Malta

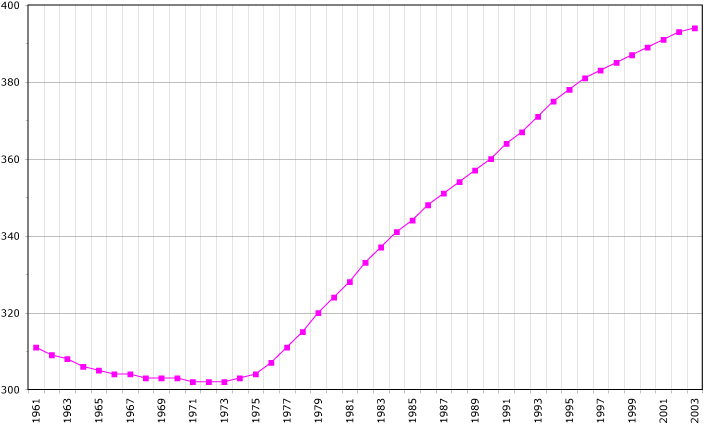
Demografía de Malta(escala en miles).

En diciembre de 2003, Malta tenía una población censada oficialmente de 397.000 habitantes, de los que 9.800 vivían en La Valeta, en Birkirkara 20.350 (38.000 la conurbación), en Qormi 20.300, y en Sliema 13.500. La capital tiene una conurbación alrededor que supera los 100.000 habitantes.

## Indicadores sociales básicos
| Índice                            | Año o período | valor          |
| --------------------------------- | ------------- | -------------- |
| Tasa de fecundidad                | (1995-2001)   | 1,9 por 1000   |
| Tasa de mortalidad infantil       | (1995-2001)   | 7,7 por 1000.  |
| Densidad de población             | (2003)        | 1.323 hab/km²  |
| Esperanza de vida al nacer        | (2001)        | 78 años.       |
| Crecimiento anual de la población | (1995-2000)   | 0,7%.          |
| Población urbana                  | (2001)        | 90% del total. |
| Tasa de analfabetismo             | (2001)        | 8%.            |
| Habitantes por médico             | (2000)        | 843.           |